# Reg Mackey
Pour les articles homonymes, voir Mackey.
Reg Mackey, né William Reginald Wallace Mackey le 7 mai 1900 à North Gower, dans la province de l'Ontario au Canada et mort le 26 février 1966 à Calgary dans la province de l'Alberta au Canada est un joueur professionnel de hockey sur glace.

## Carrière en club
En 1922, il commence sa carrière avec le Tigers de Calgary dans la Western Canada Hockey League.

## Statistiques
| Saison     | Équipe                | Ligue      |    | Saison régulière | Saison régulière | Saison régulière | Saison régulière | Saison régulière |   | Séries éliminatoires | Séries éliminatoires | Séries éliminatoires | Séries éliminatoires | Séries éliminatoires |
| Saison     | Équipe                | Ligue      | PJ | B                | A                | Pts              | Pun              | PJ               | B | A                    | Pts                  | Pun                  |                      |                      |
| 1922-1923  | Tigers de Calgary     | WCHL       | 1  | 0                | 0                | 0                | 0                | -                | - | -                    | -                    | -                    |                      |                      |
| 1924-1925  | Tigers de Calgary     | WCHL       | 16 | 3                | 0                | 3                | 15               | -                | - | -                    | -                    | -                    |                      |                      |
| 1925-1926  | Maroons de Vancouver  | WCHL       | 28 | 8                | 0                | 8                | 23               | -                | - | -                    | -                    | -                    |                      |                      |
| 1926-1927  | Rangers de New York   | LNH        | 34 | 0                | 0                | 0                | 16               | 2                | 0 | 0                    | 0                    | 0                    |                      |                      |
| 1927-1928  | Tigers de Boston      | Can-Am     | 37 | 18               | 2                | 20               | 78               | -                | - | -                    | -                    | -                    |                      |                      |
| 1928-1929  | Tigers de Boston      | Can-Am     | 33 | 15               | 4                | 19               | 66               | -                | - | -                    | -                    | -                    |                      |                      |
| 1929-1930  | Tigers de Boston      | Can-Am     | 37 | 19               | 7                | 26               | 104              | -                | - | -                    | -                    | -                    |                      |                      |
| 1930-1931  | Tigers/Cubs de Boston | Can-Am     | 40 | 6                | 9                | 15               | 80               | -                | - | -                    | -                    | -                    |                      |                      |
| 1933-1934  | Tigers de Calgary     | NWHL       | 3  | 0                | 0                | 0                | 0                | -                | - | -                    | -                    | -                    |                      |                      |
| Totaux LNH | Totaux LNH            | Totaux LNH | 34 | 0                | 0                | 0                | 16               | 2                | 0 | 0                    | 0                    | 0                    |                      |                      |